# Xanthorhoe marginata
Xanthorhoe marginata är en fjärilsart som beskrevs av Lucas 1959. Xanthorhoe marginata ingår i släktet Xanthorhoe och familjen mätare. Inga underarter finns listade i Catalogue of Life.